# Propædia

15ª edição da Britannica. O volume inicial com dorso verde é a Propædia; os volumes com dorso vermelho e preto são os volumes da Micropædia e da Macropædia, respectivamente. Os últimos três volumes (dorso em ciano) são o volume do Book of the Year de 2002 e os dois volumes do índice.

Propædia é o neologismo criado pela Encyclopædia Britannica, Inc., editora da Encyclopædia Britannica para nomear uma das 3 partes em foi dividida a 15ª edição da enciclopédia. É a primeira dessas partes, junto aos doze volumes da Micropædia e o dezessete da Macropædia.
Foi projetada para ser uma organização por tópicos do conteúdo da obra, complementar à organização alfabética das duas outras partes. Sua introdução em 1974 objetivava para, junto com a Micropædia, substituir o índice da 14ª edição - mas, com a forte reação crítica, a Britannica restituiu o índice em dois volumes, a partir de 1985.
O núcleo da Propædia é o seu Outline of Knowledge (Esboço do Conhecimento), que procura construir uma estrutura de todo o saber humano; além disso contém vários apêndices que listam os membros da equipe editorial, conselheiros e colaboradores, que atuaram nas três subdivisões da Britannica.

## O "Esboço do Conhecimento"
Assim como a própria enciclopédia, o Outline of Knowledge possui três metas: epistemiológica, educativa e organizacional. Na área epistemológica busca promover uma categorização sistematizada, estritamente hierárquica de todo o conhecimento humano possível, como uma versão do século XX para o medieval Scala naturae ou o esboço de Francis Bacon em sua Instauratio magna. No campo educacional a Propædia oferece um curso para estudo de cada disciplina principal, espécie de guia rodoviário para o estudante que deseje conhecer cada campo do saber em sua totalidade. A Propædia, enfim, serve como índice expandido da Micro e da Macropædia; de acordo com seu idealizador, Mortimer J. Adler, todos os verbetes da Britannica eram baseados no Outline of Knowledge.
O Esboço possui dez partes, cada uma delas precedida por uma introdução. Os autores desses prefácios estão listados na coluna final da Tabela 1, abaixo. Os respectivos autores foram os responsáveis pelo desenvolvimento da parte que lhes coube, como consultores e com a colaboração de vários outros acadêmicos; ao todo foram 86 homens e uma mulher envolvidos (veja a Tabela 2, mais abaixo).
| Partes       | Títulos                | Principais temas                                                              | Nº de Divisões | Nº de Seções         | Total # | Autor principal           |
| Parte Um     | Matéria e Energia      | Física, Química, Astronomia                                                   | 3              | 2,8,3                | 13      | Nigel Calder              |
| Parte Dois   | Terra                  | Geologia, Geografia, Oceanografia                                             | 4              | 4, 3, 2, 3           | 12      | Peter John Wyllie         |
| Part Três    | Vida na Terra          | Taxonomia, Biologia molecular and celular, Fisiologia, Neurociência, Ecologia | 5              | 3, 3, 9, 2, 5        | 22      | René Dubos                |
| Parte Quatro | Vida Humana            | Evolução humana, Medicina, Psicologia                                         | 3              | 2, 4, 6              | 12      | Loren Eiseley             |
| Parte Cinco  | Sociedade humana       | Sociologia, Economia, Política, Direito, Educação                             | 6              | 4, 4, 6, 4, 3, 2     | 23      | Harold D. Lasswell        |
| Parte Seis   | Arte                   | Classificação; crítica; artes variadas                                        | 2              | 3, 9                 | 12      | Mark Van Doren            |
| Parte Sete   | Tecnologia             | História e bases da tecnologia; tecnologias variadas                          | 3              | 2, 5, 8              | 15      | Lord Peter Ritchie Calder |
| Parte Oito   | Religião               | Observações gerais; religiões diversas                                        | 2              | 2, 9                 | 11      | Wilfred Cantwell Smith    |
| Parte Nove   | História do ser humano | História organizada por continentes e épocas                                  | 7              | 2, 4, 7, 5, 2, 11, 8 | 39      | Jacques Barzun            |
| Parte Dez    | Ramos do Conhecimento  | Lógica, Matemática, Ciência, Humanidades, Filosofia, Biblioteconomia          | 6              | 2, 3, 7, 2, 3, 1     | 18      | Mortimer J. Adler         |
| ------------ | ---------------------- | ----------------------------------------------------------------------------- | -------------- | -------------------- | ------- | ------------------------- |

Cada uma das partes é possui de 2 a 7 divisões, por sua vez separadas em 2 a 11 seções. Estas seções constituem as categorias básicas do conhecimento dentro do esquema, e cada uma é determinada em um código numérico especial tripartido que permite situá-la dentro da hierarquia do Outline.
Assim, por exemplo, a seção "Tecnologia Militar" possui o código "736", que indica ser a 6ª seção da 3ª divisão (Maiores Campos da Tecnologia) da 7ª Parte (Tecnologia).Uma barra é usada quando uma parte, divisão ou seção tem mais de um dígito; por exemplo a seção "História e Filosofia da Lógica" tem os códigos "10/11", o que indica pertencer à 1ª seção, da 1ª divisão (Lógica) da 10ª parte (Ramos do Conhecimento).
Outras enciclopédias trazem esboços do conhecimento análogos. No prefácio da famosa Encyclopédie (publicada entre 1751-1766), Diderot dipôs um guia do saber no seu tempo. Inspirado neste exemplo, numa carta datada de 15 de novembro de 1812, Dugald Stewart propôs a Archibald Constable, dono e editor da Britannica, que o suplemento da 5ª edição deveria começar por uma série de dissertações que esboçassem e sistematizassem o conhecimento de seu tempo.
Um moderno exemplo tem-se na Wikipédia, quando usa um sistema de categorias que interrelaciona os temas e verbetes; Embora semelhante à  Propædia  em propósito e concisão, a rede de categorias da Wikipédia não é estritamente hierárquica. Há, também, os Portais que objetivam oferecer ao leitor uma apreciação sistemática de um tópico.
O Esboço foi um projeto implementado nos anos 80 por Mortimer J. Adler, publicado 32 anos depois de haver publicado uma tentativa similar (o Syntopicon), quando tentou promover uma interligação das "Grandes Idéias" na série que dirigiu de Grandes Livros (Great Books - que também foi publicada pela Encyclopædia Britannica Inc.). Adler enfatiza no seu livro "A Guidebook to Learning: For a Lifelong Pursuit of Wisdom" (Guia de Aprendizado: por uma perseguição vitalícia do saber, numa livre tradução) que as dez categorias do conhecimento não deveriam ser vistas de forma hierárquica, mas circular.

## Colaboradores
| Nome                             | Data de nascimento | Data de morte | Parte do Outline       | Descrição | Índice |
| -------------------------------- | ------------------ | ------------- | ---------------------- | --- | ------ |
| Mortimer J. Adler                | 1902               | 2001          | Todas as partes        | Editor | 1      |
| Charles Van Doren                | 1926               |               | Todas as partes        | Editor associado; Vice Presidente Editorial da Encyclopædia Britannica Inc. (1973-1982) | 2      |
| William J. Gorman                |                    | 1982          | Todas as partes        | Editor associado; Membro Sênior do Institute for Philosophical Research | 3      |
| A. G. W. Cameron                 |                    |               | Matéria e Energia      | Professor de Astronomia, Harvard University | 4      |
| Farrington Daniels               | 1889               | 1972          | Matéria e Energia      | Professor de Química, University of Wisconsin-Madison, Madison | 5      |
| Morton Hamermesh                 |                    |               | Matéria e Energia      | Professor de Física, University of Minnesota, Minneapolis (1975-1986) | 6      |
| Vincent E. Parker                |                    |               | Matéria e Energia      | Professor Emérito de Física, California State Polytechnic University, Pomona; Dean, School of Science (1967-1977) | 7      |
| Richard J. Chorley               | 1927               | 2002          | Terra                  | Professor de Geografia, University of Cambridge; Membro do Sidney Sussex College, Cambridge | 8      |
| William Stelling von Arx         |                    |               | Terra                  | Cientista Sênior, Woods Hole Oceanographic Institution (1968-1978) | 9      |
| Peter John Wyllie                |                    |               | Terra                  | Professor de Geologia e Presidente da Divisão de Ciências Geológicas e Planetárias, California Institute of Technology | 10     |
| N. J. Berrill                    |                    |               | Vida na Terra          | Professor de Zoologia, McGill University (1946-1965) | 11     |
| V. G. Dethier                    |                    | 1993          | Vida na Terra          | Professor de Zoologia, University of Massachusetts at Amherst (1975-1993) | 12     |
| Louis S. Goodman                 |                    |               | Vida na Terra          | Professor de Farmacologia, University of Utah, Salt Lake City | 13     |
| Garrett Hardin                   | 1915               | 2003          | Vida na Terra          | Professor Emérito de Ecologia Humana, University of California, Santa Barbara | 14     |
| Ernst Walter Mayr                | 1904               | 2005          | Vida na Terra          | Professor Emérito de Zoologia, Harvard University | 15     |
| John Alexander Moore             |                    |               | Vida na Terra          | Professor Emérito de Biology, University of California, Riverside | 16     |
| Theodore T. Puck                 |                    |               | Vida na Terra          | Professor of Biology, Biophysics and Genetics; Distinguished Professor of Medicine, University of Colorado, Health Sciences Center; Director, Eleanor Roosevelt Institute for Cancer Research                                                                                   | 17     |
| Birgit Vennesland                |                    |               | Vida na Terra          | Head, Vennesland Research Laboratory, Max Planck Society (1970-1981); Director, Max Planck Institute for Cell Physiology, Berlin (1968-1970) | 18     |
| Paul B. Weisz                    |                    |               | Vida na Terra          | Professor of Biology, Brown University | 19     |
| Ralph H. Wetmore                 |                    |               | Vida na Terra          | Professor Emérito de Botany, Harvard University | 20     |
| Emil H. White                    |                    |               | Vida na Terra          | D. Mead Johnson Professor of Chemistry, Johns Hopkins University | 21     |
| Wilfrid Edward Le Gros Clark     | 1895               | 1971          | Vida Humana            | Professor of Anatomy, University of Oxford | 22     |
| Russell S. Fisher                |                    | 1985          | Vida Humana            | Chief Medical Examiner, State of Maryland; Professor of Forensic Pathology, University of Maryland Medical School, Baltimore | 23     |
| F. Clark Howell                  |                    |               | Vida Humana            | Professor of Antropology, University of California, Berkeley | 24     |
| Gregory A. Kimble                |                    |               | Vida Humana            | Professor Emérito de Psychology, Duke University | 25     |
| Erich Klinghammer                |                    |               | Vida Humana            | Associate Professor of Psychology, Purdue University | 26     |
| Warren Sturgis McCulloch         | 1899               | 1969          | Vida Humana            | Staff member, Research Laboratory of Electronics, MIT (1952-1969) | 27     |
| William J. McGuire               |                    |               | Vida Humana            | Professor of Psychology, Yale University | 28     |
| Peter Brian Medawar              | 1915               | 1987          | Vida Humana            | Nobel Prize for Physiology or Medicine, 1960; Jodrell Professor of Zoology and Comparative Anatomy, University College, London (1951-1962); Director, National Institute, Mill Hill, London (1962-1971); Scientific staff member, Medical Research Council, England (1971-1984) | 29     |
| William J. Baumol                | 1922               |               | Sociedade Humana       | Professor of Economics, New York University; Professor Emérito de Economics, Princeton University | 30     |
| Daniel Bell                      | 1919               |               | Sociedade Humana       | Professor Emérito de Social Science, Harvard University | 31     |
| Guiliano H. Bonfante             |                    |               | Sociedade Humana       | Former Professor of Linguistics, University of Turin | 32     |
| Kenneth E. Boulding              | 1910               | 1993          | Sociedade Humana       | Distinguished Professor of Economics, University of Colorado, Boulder | 33     |
| Lewis A. Coser                   | 1913               | 2003          | Sociedade Humana       | Professor Emérito de Sociology, SUNY, Stony Brook | 34     |
| Sigmund Diamond                  |                    |               | Sociedade Humana       | Professor Emérito de Sociology, Columbia University | 35     |
| Carl J. Friedrich                | 1901               | 1984          | Sociedade Humana       | Eaton Professor of the Science of Government, Harvard University (1955-1971) | 36     |
| Paul Mundy                       |                    |               | Sociedade Humana       | Professor of Sociology and Chairman, Department of Criminal Justice, Loyola University Chicago | 37     |
| Kenyon E. Poole                  |                    | 1988          | Sociedade Humana       | Professor of Economics, Northwestern University | 38     |
| C. Herman Pritchett              |                    |               | Sociedade Humana       | Professor Emérito de Political Science, University of California, Santa Barbara and University of Chicago | 39     |
| Sol Tax                          | 1907               | 1995          | Sociedade Humana       | Professor of Anthropology, University of Chicago (1948-1976); Director, Center for the Study of Man, Smithsonian Institution | 40     |
| Charles Raymond Whittlesey       |                    |               | Sociedade Humana       | Professor Emérito de Finance and Economics, University of Pennsylvania | 41     |
| Rudolf Arnheim                   | 1904               |               | Arte                   | Professor Emérito de Psychology of Art, Carpenter Center for the Visual Arts, Harvard University | 42     |
| Robert Jesse Charleston          |                    | 1994          | Arte                   | Keeper, Department of Ceramics, Victoria and Albert Museum (1963-1976) | 43     |
| Clifton Fadiman                  | 1904               | 1999          | Arte                   | Member, Board of Editors, Encyclopædia Britannica | 44     |
| Francis Fergusson                | 1904               | 1986          | Arte                   | Professor of Comparative Literature, Rutgers University (1953-1969); Professor of Comparative Literature, Princeton University (1973-1981) | 45     |
| John Gloag                       |                    | 1981          | Arte                   | Novelist and writer on architecture and industrial design | 46     |
| Richard Griffith                 |                    | 1969          | Arte                   | Curator, Museum of Modern Art Film Library (1951-1965); Lecturer on Motion Pictures, Wesleyan University (1967-1969) | 47     |
| Richard Hoggart                  | 1918               |               | Arte                   | Professor of English, University of Birmingham (1962-1973); Warden, Goldsmiths' College, University of London (1976-1984) | 48     |
| Edward Lockspeiser               |                    | 1973          | Arte                   | Officier d'Académie, Paris; Writer and broadcaster on music. | 49     |
| Roy McMullen                     |                    | 1984          | Arte                   | Author, critic, and art historian | 50     |
| Leonard B. Meyer                 | 1918               |               | Arte                   | Benjamin Franklin Professor of Music and Humanities, University of Pennsylvania | 51     |
| Michael Morrow                   |                    | 1994          | Arte                   | Music editor, Encyclopædia Britannica; Director, Musica Reservata, London | 52     |
| Beaumont Newhall                 | 1908               | 1993          | Arte                   | Director, Eastman Kodak House (1958-1971); Visiting Professor of Art, University of New Mexico (1971-1984) | 53     |
| Herbert Read                     | 1893               | 1968          | Arte                   | Watson Gordon Professor of Fine Art, University of Edinburgh (1931-1933); editor, The Burlington Magazine (1933-1939); Charles Eliot Norton professor of Poetry, Harvard University (1953-1954)                                                                                 | 54     |
| Richard Roud                     |                    | 1989          | Arte                   | Program Director, London (1959-1963) and New York (1963-1987) Film Festivals; Film critic, The Guardian (1963-1969) | 55     |
| George Savage                    |                    | 1982          | Arte                   | Art consultant; author of Porcelain Through the Ages, Pottery Through the Ages, and other works | 56     |
| Wolfgang Stechow                 |                    | 1974          | Arte                   | Professor of Fine Arts, Oberlin College (1940-1963) | 57     |
| Joshua C. Taylor                 |                    | 1981          | Arte                   | William Rainey Harper Professor of Humanities and Professor of Art, University of Chicago (1963-1974); Director, National Collection of Fine Arts, Smithsonian Institution | 58     |
| Everard M. Upjohn                |                    | 1978          | Arte                   | Professor of Fine Arts, Columbia University (1951-1970) | 59     |
| Pierre Verlet                    |                    |               | Arte                   | Chief Curator, Cluny Museum (1945-1965); Chief Curator, National Museum of Sèvres Porcelain (1945-1965); Chief Curator of Art Objects from the Middle Ages to the Modern Period, Louvre Museum (1945-1965)                                                                      | 60     |
| René Wellek                      | 1903               | 1995          | Arte                   | Sterling Professor of Comparative Literature, Yale University (1952-1972) | 61     |
| Glynne William Gladstone Wickham |                    |               | Arte                   | Professor Emérito de Drama, University of Bristol; Dean, Faculty of Arts (1970-1972) | 62     |
| Raymond (Henry) Williams         |                    | 1988          | Arte                   | Professor of Drama, University of Cambridge (1974-1983); Fellow do Jesus College (Cambridge) (1961-1988) | 63     |
| Paul S. Wingert                  |                    | 1974          | Arte                   | Professor of Art History and Archaeology, Columbia University | 64     |
| Bruno Zevi                       | 1918               | 2000          | Arte                   | Professor of Architectural History, University of Rome (1963-1979) | 65     |
| Konstantinos Apostolos Doxiadis  |                    | 1975          | Tecnologia             | Chairman, Doxiadis Associates International; Chairman, Board of Directors, Doxiadis Associates, Inc.; Washington D.C. Chairman, Board of Directors, Athens Technological Organization; President, Athens Center of Ekistics                                                     | 66     |
| Eugene S. Ferguson               | 1916               | 2004          | Tecnologia             | Professor Emérito de History, University of Delaware; Curator of Technology, Hagley Museum, Greenville Delaware | 67     |
| Melvin Kranzberg                 | 1917               | 1995          | Tecnologia             | Callaway Professor of the History of Technology, Georgia Institute of Technology (1972-1988) | 68     |
| Harvey G. Mehlhouse              |                    |               | Tecnologia             | Vice President, Western Electric Company, New York City (1965-1969); President (1969-1971); Chairman of the Board (1971-1972) | 69     |
| Robert Smith Woodbury            |                    | 1983          | Tecnologia             | Professor of the History of Technology, MIT | 70     |
| Arthur Llewellyn Basham          | 1914               | 1986          | Religião               | Professor of Asian Civilizations, Australian National University | 71     |
| James T. Burtchaell              |                    |               | Religião               | Professor of Theology, University of Notre Dame; Provost (1970-1977) | 72     |
| J. V. Langmead Casserley         |                    | 1978          | Religião               | Professor of Apologetics, Seabury-Western Theological Seminary | 73     |
| Ichiro Hori                      |                    | 1974          | Religião               | Professor of the History of Religions, Seijo University and Kokugakuin University | 74     |
| Jaroslav Jan Pelikan             |                    |               | Religião               | Sterling Professor of History, Yale University; President, American Academy of Arts and Sciences | 75     |
| Jakob Josef Petuchowski          |                    | 1991          | Religião               | Professor of Judeo-Christian Studies, Hebrew Union College, Jewish Institute of Religion, Cincinnati (1981-1991) | 76     |
| Jacques Barzun                   | 1907               |               | História do Ser Humano | University Professor Emeritus, Columbia University; Dean of Faculties and Provost (1958-1967) | 77     |
| Otto Allen Bird                  |                    |               | Ramos do Conhecimento  | Professor Emérito de Letras e Artes, University of Notre Dame | 78     |
| Wing-Tsit Chan                   | 1901               | 1994          | Ramos do Conhecimento  | Professor of Chinese Philosophy and Culture, Dartmouth College (1942-1966); Anna R. D. Gillespie Professor of Philosophy, Chatham College (1966-1982) | 79     |
| William H. Dray                  |                    |               | Ramos do Conhecimento  | Professor Emérito de Philosophy and of History, University of Ottawa | 80     |
| Norwood Hanson                   |                    | 1967          | Ramos do Conhecimento  | Professor of Philosophy, Yale University (1963-1967) | 81     |
| J. H. Hexter                     | 1910               | 1996          | Ramos do Conhecimento  | Professor of History, Yale University (1967-1978); Distinguished Historian in residence, Washington University (1978-1986) | 82     |
| Ernan V. McMullin                |                    |               | Ramos do Conhecimento  | Professor of Philosophy, University of Notre Dame | 83     |
| Karl Menger                      | 1902               | 1985          | Ramos do Conhecimento  | Professor of Mathematics, Illinois Institute of Technology (1946-1971) | 84     |
| Arthur Norman Prior              |                    | 1969          | Ramos do Conhecimento  | Fellow, Balliol College, University of Oxford; Professor of Philosophy, Manchester University (1959-1966) | 85     |
| Nicholas Rescher                 | 1928               |               | Ramos do Conhecimento  | University Professor of Philosophy, University of Pittsburgh; editor, American Philosophical Quarterly | 86     |
| Seymour Schuster                 |                    |               | Ramos do Conhecimento  | Professor of Mathematics, Carleton College | 87     |